# Ба, Филипп
Филипп Ба (фр. Philippe Bas; род. 20 июля 1958, Париж)  — французский политик, член партии Республиканцы, сенатор от департамента Манш, бывший Президент Совета департамента Манш.

## Биография
Выпускник Парижского Института политических исследований (1978) и Национальной школы администрации в Страсбурге (1984), Филипп Ба начал свою карьеру в аппарате Государственного Совета. В 1988 году он стал советником министра труда и занятости Жана-Пьера Суассона, а с 1989 по 1992 году работал юридическим советником президента Сенегала Абду Диуфа. По возвращении во Францию, с 1993 по 1997 годы работал в аппаратах министров здравоохранения Симоны Вейль и Филиппа Дуст-Блази, затем руководил аппаратом министра по социальным вопросам Жака Барро.
После победы левых на досрочных Парламентских выборах в 1997 году перешел на работу в администрацию президента Франции Жака Ширака, в сентябре 2001 года занял пост заместителя руководителя администрации президента, а в мае 2002 года сменил с Доминика де Вильпена на посту главы администрации. 
В июле 2005 года Филипп Ба был назначен заместителем министра солидарности и здравоохранения в правительстве Доминика де Вильпена, а 26 марта 2007 года - министром солидарности и здравоохранения. После победы Николя Саркози на президентских выборах 2007 года вернулся в Государственный Совет, где возглавил рабочую группу по подготовке закона о биоэтике. С 2007 по 2011 годы возглавлял Агентство по делам иммиграции, с января по сентябрь 2011 года — Агентство по обеспечению санитарной безопасности в продуктах питания, окружающей среде и на производстве (Anses). 
В июне 2007 года Филипп Ба по решению руководства партии Союз за народное движение был направлен в департамент Манш, где он стал официальным кандидатом партии на выборах в Национальное собрание вместо назначенного аудитором Счетной палаты Франции Рене Андре, 6 раз побеждавшего на выборах по этому округу. Однако с этим решением не согласился многолетний заместитель Андре и его преемник на посту мэра Авранша Гюэнаэль Юэ, который выступил как альтернативный правый кандидат и с большим перевесом победил Ба во 2-м туре выборов. Тем не менее, Филлипп Ба решил продолжить политическую карьеру в департаменте Манш, и в следующем году был избран в Генеральный совет этого департамента от кантона Сен-Пуа; в 2011 году он был избран 15-м вице-президентом Генерального совета по вопросам солидарности.
В сентябре 2011 года Филипп Ба впервые был выдвинул кандидатом в Сенаторы Франции от департамента Манш и был избран сенатором, получив наибольшее число голосов выборщиков. В 2014 году он был избран председателем сенатской комиссии по законодательству.
29 марта 2015 года в паре с Мартин Лемуэн Филипп Ба победил на выборах в новый орган управления - Совет департамента Манш, формируемый по новым правилам в соответствии с конституционной реформой. 2 апреля он был избран президентом этого Совета. Однако его избрание в качестве члена Совета было отменено административным судом города Кан 24 сентября, поскольку, по мнению суда, в ходе голосования были обнаружены нарушения и итоги выборов отменены. Филипп Ба сохранял свой пост до ноября 2015 года, после чего его сменил первый вице-президент Марк Лефевр в качестве исполняющего обязанности президента. В результате нового голосования 6 декабря 2015 года Филипп Ба вновь был избран членом Совета, и с 6 января 2016 года вернулся к обязанностям его президента.
В сентябре 2017 года Филипп Ба вновь уверенно победил на выборах в Сенат, но из-за нового закона о невозможности совмещения мандатов должен был выбирать между постами сенатора и президента Совета департамента Манш. Он решил сохранить мандат сенатора, и 5 ноября 2017 года ушел в отставку с поста президента Совета департамента, оставаясь его членом.

## Занимаемые должности
02.06.2005 — 26.03.2007 — заместитель министра солидарности и здравоохранения в правительстве Доминика де Вильпена 

26.03.2007 — 15.05.2007 — министр солидарности и здравоохранения в правительстве Доминика де Вильпена 

16.03.2008 — 03.2015 —  член Генерального совета департамента Манш от кантона Сен-Пуа 

03.2011 — 03.2015 —  вице-президент Генерального совета департамента Манш 

с 01.10.2011 — сенатор от департамента Манш 

02.04.2015 — 03.11.2015 — президент Совета департамента Манш 

06.01.2016 — 05.11.2017 — президент Совета департамента Манш 